# Жымпиты
Жимпиты (каз. Жымпиты) — село в Казахстане, административный центр Сырымского района Западно-Казахстанской области, также административный центр Жымпитинского сельского округа. Код КАТО — 275830100.

## География
Село расположено в 140 км к юго-востоку от Уральска на реке Оленти.

## История
Посёлок Джамбейта основан в конце XIX века в связи с образованием одноимённого уезда. К началу XX века Джамбейта — крупный торговый посёлок, насчитывающий не менее 2500 жителей, и удалённая застава Уральского казачьего войска, в котором была расквартирована казачья сотня. На средства татарских и русских купцов были построены школа, больница, мечеть и церковь.
В марте-апреле 1918 года, во главе с Жаханшой Досмухамедовым, был организован Уильский вилаят — временное автономное правительство в составе Алаш-Орды, а
11 сентября 1918 года оно было реорганизовано в Западное отделение Алаш-Орды, так же во главе с Досмухамедовым. В первой декаде декабря 1918 года в посёлке поднялся мятеж со стороны бывших джигитов Алашской милиции и арестантов, который в тот же день был подавлен. В 1920—1927 годах было центром позднее реорганизованного Джамбейтинского уезда. В 1920—1923 годах издавалась еженедельная уездная газета «Ерик Тили».
В 1992 году село было переименовано в Жымпиты.

## Население
В 1999 году население села составляло 5774 человека (2897 мужчин и 2877 женщин). По данным переписи 2009 года в селе проживал 4931 человек (2451 мужчина и 2480 женщин).
На начало 2019 года, население села составило 5139 человек (2583 мужчины и 2556 женщин).

## Архитектура
Село представлено преимущественно одноэтажными глинобитными жилыми строениями. Встречаются кирпичные постройки дореволюционного периода. Центр — торговый квартал в форме прямоугольника из магазинов, лавок, торговых заведений. До разрушения в середине 2000-х в центре квартала располагалась русская православная церковь, выполненная по типовому проекту в русско-византийском стиле, из красного кирпича, по-видимому, в XIX веке. Закрыта в советское время. В селе действует мечеть, расположенная рядом со зданием церкви.

## Известные люди
В селе родились:
- Усман Хисамутдинов — Герой Социалистического Труда.
- Кадыр Мырзалиев — известный казахский поэт, писатель.
- Сергей Александрович Другаль — российский писатель-фантаст и инженер-изобретатель.